# Deutsche Freie-Partie-Meisterschaft 2001/02
Die Deutsche Freie-Partie-Meisterschaft 2001/02 ist eine Billard-Turnierserie und fand vom 22. bis zum 23. September 2001 in Hilden zum 34. Mal statt.

## Geschichte
Der Bochumer Thomas Nockemann gewann in Hilden seinen siebten DM-Titel in Folge in der Freien Partie. Es war diesmal aber äußerst knapp. Im Finale beendete Carsten Lässig die Partie in der sechsten Aufnahme und es stand 300:48 für ihn. Nockemann hatte aber noch den Nachstoß. Hier zeigte er wieder einmal wie schwer es ist ihn zu besiegen. Er absolvierte die nötigen 252 Punkte und es stand Unentschieden. Jetzt wurde eine Verlängerung mit einer Aufnahme bis maximal 30 Punkte gespielt. Beide Akteure schafften aber nur neun Punkte. Jetzt musste ein Bandenentscheid über den Titel entscheiden. Hiebei spielte Nockemann seinen Ball näher an die Fußbande und gewann. Platz drei belegte Udo Mielke durch einen 300:12-Sieg in einer Aufnahme für sich.
Die nicht vollständigen Ergebnisse sind aus eigenen Unterlagen. Ergänzt wurde die Endtabelle aus der österreichischen Billard-Zeitung Billard und der Enzyklopädie des Billardsports.

## Modus
Die Endplatzierung ergab sich aus folgenden Kriterien:
1. Matchpunkte
2. Generaldurchschnitt (GD)
3. Höchstserie (HS)

## Turnierverlauf

### Gruppenphase
| MP    | Match Points (Sieger = 2; Unentschieden = 1; Verlierer = 0) |
| Pkte. | Erzielte Karambolagen                                       |
| Aufn. | Benötigte Versuche                                          |
| GD    | Generaldurchschnitt                                         |
| BED   | Bester Einzeldurchschnitt eines Spielers                    |
| HS    | Höchstserie                                                 |
|       | Bester GD des Turniers                                      |
|       | Bester ED des Turniers                                      |
|       | Beste HS des Turniers                                       |
|       | 1. Platz (Gold)                                             |
|       | 2. Platz (Silber)                                           |
|       | 3. Platz (Bronze)                                           |

| Platz                      | Name                             | MP  | Pkte. | Aufn. | GD     | BED    | HS  |
| -------------------------- | -------------------------------- | --- | ----- | ----- | ------ | ------ | --- |
| 1                          | Thomas Nockemann (Bochum)        | 6:0 | 500   | 5     | 100,00 | 250,00 | 250 |
| 2                          | Udo Mielke (Essen)               | 4:2 | 324   | 6     | 54,00  | 125,00 | 246 |
| 3                          | Stefan Henze (Bergisch Gladbach) | 2:4 | 20    | 3     | 6,66   | –      | 19  |
| 4                          | Philip Meier (Marburg) (*)       | 0:6 | –     | –     | –      | –      | –   |
| Gruppendurchschnitt: 60,28 |                                  |     |       |       |        |        |     |

(*) Philip Meier nicht angetreten. Alle Spiele gegen ihn wurden für den Gegner mit 2:0 Matchpunkten gewertet.
| Platz                  | Name                         | MP  | Pkte. | Aufn. | GD    | BED   | HS  |
| ---------------------- | ---------------------------- | --- | ----- | ----- | ----- | ----- | --- |
| 1                      | Carsten Lässig (Coesfeld)    | 6:0 | 750   | 10    | 75,00 | 83,33 | 250 |
| 2                      | Sven Daske (Hilden)          | 4:2 |       |       | 20,42 | 31,25 | 182 |
| 3                      | Johann Reiter (Pfaffenhofen) | 2:4 |       |       | 14,25 | 25,00 | 130 |
| 4                      | Toralf Reinhardt (Berlin)    | 0:6 |       |       | 12,09 | –     | –   |
| Gruppendurchschnitt: ? |                              |     |       |       |       |       |     |

| Platz                  | Name                             | MP  | Pkte. | Aufn. | GD    | BED    | HS  |
| ---------------------- | -------------------------------- | --- | ----- | ----- | ----- | ------ | --- |
| 1                      | Markus Melerski (Herne)          | 6:0 | 750   | 17    | 44,11 | 125,00 | 161 |
| 2                      | Nikolai Wischnowski (Ravensburg) | 2:4 |       |       | 35,14 | 83,33  | 213 |
| 3                      | Horst Wiedemann (Essen)          | 2:4 |       |       | 27,00 | 83,33  | 186 |
| 4                      | Arnd Riedel (Bergisch Gladbach)  | 2:4 |       |       | 16,47 | 27,77  | 212 |
| Gruppendurchschnitt: ? |                                  |     |       |       |       |        |     |

### Finalrunde
| Halbfinale       |     |           |    |        |        |     |
| Thomas Nockemann | 2:0 | 300       | 2  | 150,00 | 150,00 | 180 |
| Udo Mielke       | 0:2 | 2         | 2  | 1,00   | –      | 2   |
| Carsten Lässig   | 2:0 | 300       | 12 | 25,00  | 25,00  | 82  |
| Markus Melerski  | 0:2 | 179       | 12 | 14,91  | –      | 70  |
| Spiel um Platz 3 |     |           |    |        |        |     |
| Udo Mielke       | 2:0 | 300       | 1  | 300,00 | 300,00 | 300 |
| Markus Melerski  | 0:2 | 12        | 1  | 12,00  | –      | 12  |
| Finale           |     |           |    |        |        |     |
| Thomas Nockemann | 2:0 | 300(9)(*) | 6  | 50,00  | 50,00  | 252 |
| Carsten Lässig   | 0:2 | 300(9)    | 6  | 50,00  | 50,00  | 151 |

(*) Bandenentscheid gewinnt Nockemann.

### Abschlusstabelle
| MP    | Match Punkte (Sieger = 2; Unentschieden = 1; Verlierer = 0) |
| SV    | Satzverhältnis (nur bei Turnieren im Satzsystem)            |
| Pkte. | Erzielte Karambolagen                                       |
| Aufn. | benötigte Aufnahmen                                         |
| GD    | Generaldurchschnitt                                         |
| MGD   | Mannschafts-Generaldurchschnitt                             |
| BED   | Bester Einzeldurchschnitt eines Spielers                    |
| BEMD  | Bester Einzeldurchschnitt einer Mannschaft                  |
| BSD   | Bester Satzdurchschnitt eines Spielers                      |
| HS    | Höchstserie                                                 |
| WRP   | Weltranglistenpunkte                                        |

| Klassement                 | Klassement                       | Klassement | Klassement | Klassement | Klassement | Klassement | Klassement | Klassement | Klassement |
| Platz                      | Name                             | MP         | Pkte.      | Aufn.      | GD         | BED        | HS         |            |            |
| -------------------------- | -------------------------------- | ---------- | ---------- | ---------- | ---------- | ---------- | ---------- | ---------- | ---------- |
| 1                          | Thomas Nockemann (Bochum)        | 10:0       | 1100       | 13         | 84,61      | 250,00     | 252        |            |            |
| 2                          | Carsten Lässig (Coesfeld)        | 8:2        | 1350       | 28         | 48,21      | 83,33      | 252        |            |            |
| 3                          | Udo Mielke (Essen)               | 6:4        | 626        | 9          | 69,55      | 300,00     | 300        |            |            |
| 4                          | Markus Melerski (Herne)          | 6:4        | 941        | 30         | 31,36      | 125,00     | 161        |            |            |
| 5                          | Sven Daske (Hilden)              | 4:2        |            |            | 20,42      | 31,25      | 182        |            |            |
| 6                          | Nikolai Wischnowski (Ravensburg) | 2:4        |            |            | 35,14      | 83,33      | 213        |            |            |
| 7                          | Horst Wiedemann (Essen)          | 2:4        |            |            | 27,00      | 83,33      | 186        |            |            |
| 8                          | Johann Reiter (Pfaffenhofen)     | 2:4        |            |            | 14,25      | 25,00      | 130        |            |            |
| 9                          | Stefan Henze (Bergisch Gladbach) | 2:4        |            |            | 6,66       | –          | 19         |            |            |
| 10                         | Arnd Riedel (Bergisch Gladbach)  | 2:4        |            |            | 16,47      | 27,77      | 212        |            |            |
| 11                         | Toralf Reinhardt (Berlin)        | 0:6        |            |            | 12,09      | –          | –          |            |            |
| Turnierdurchschnitt: 32,77 |                                  |            |            |            |            |            |            |            |            |